# Kroatiske kuna
Kuna (ISO 4217-kode: HRK) var Kroatiens valuta. Navnet bruges for skovmår og husmår på kroatisk og flere andre slaviske sprog, og skyldes, at mårpels i middelalderen blev benyttet som betalingsmiddel. Kuna var inddelt i 100 lipa, der betyder lind. Kuna indførtes den 30. maj 1994 og afløste kroatiske dinarer, der var blevet indført bare tre år tidligere, og som på det tidspunkt afløste jugoslaviske dinarer som valuta. Ombytningsforholdet ved overgangen til kuna var én kuna svarende til 1.000 kroatiske dinarer.
Kunaen blev d. 1. januar 2023 afløst af Euroen som den officielle møntfod i Kroatien.
| Artikelstump | Spire Denne artikel om penge eller valuta er en spire som bør udbygges. Du er velkommen til at hjælpe Wikipedia ved at udvide den. |